# Dave Grohl
David Eric Grohl (Warren, Ohio, 14 de enero de 1969) es un músico multiinstrumentista estadounidense de rock. Saltó a la fama a comienzos de los años 1990 como baterista de la icónica banda de grunge Nirvana. En 1994, tras el suicidio de Kurt Cobain el 5 de abril y el fin del grupo musical, formó una nueva banda, Foo Fighters, siendo él en un principio el único miembro y más tarde el vocalista, guitarrista y compositor.
Grohl empezó su carrera musical en los años 1980 como batería para varias bandas de Washington D. C., de las cuales la más destacada fue Scream. Más tarde se instaló como batería de Nirvana. En 2004 editó un disco bajo el nombre de Probot, en el cual colaboraban sus cantantes de heavy metal favoritos. También ha destacado siendo uno de los miembros principales de Queens of the Stone Age, Garbage, Tenacious D, Killing Joke y Juliette and the Licks.
La revista Rolling Stone lo situó en el puesto n.° 27 en su lista de los «100 mejores baterías de todos los tiempos».
Actualmente reside en Encino (California) en donde convive con su esposa Jordyn Blum y sus hijas.

## Biografía

### Primeros años
Cuando Dave era un adolescente, su familia se mudó de Ohio a Alexandria, Virginia, una zona de Washington D. C.. Tres años más tarde, sus padres se divorciaron y Grohl creció con su madre. A la edad de doce años, Grohl empezó a tocar la guitarra. Intentó tomar lecciones, pero pronto empieza a tocar en compañía de amigos. Un año más tarde, una visita de verano a la casa de su prima hizo crecer el interés de Grohl por el punk rock, debido a que su prima Tracy le llevó a varios conciertos en ese verano.
Durante los siguientes años, Grohl tocó en varias bandas locales, incluyendo Freak Baby en donde tocaba la guitarra. Cuando esta se separó, entró en una banda hardcore punk, llamada Mission Impossible y una de hardcore/post-punk, llamada Dain Bramage. Luego, entró como batería a una banda de hardcore, llamada Scream. En los años en que se desarrolló como baterista, Grohl citó a John Bonham de Led Zeppelin y a Roger Taylor de Queen como sus más grandes influencias, llegándose a tatuar el logo de tres círculos (que aparece en Led Zeppelin IV) de Bonham en su muñeca. El apellido Grohl es de origen eslovaco. El apellido originario era Grohol.

### Vida privada
Grohl estuvo casado con la fotógrafa Jennifer Youngblood desde 1994 a 1997. Dave Grohl se casó con Jordyn Blum en el 2003, con quien tiene tres hijas: Violet Maye Grohl, nacida el 15 de abril de 2006, Harper Willow Grohl, nacida el 17 de abril de 2009 y Ophelia Saint Grohl, nacida el 1 de agosto de 2014.
En 2012, se estimó que Grohl era el tercer baterista más rico del mundo, detrás de Ringo Starr y Phil Collins, con una fortuna aproximada de 260 millones de dólares. En parte, porque es baterista y compositor. Grohl es considerado por Ken Micallef, coautor de Classic Rock Drummers, como uno de los músicos de rock más influyentes de los últimos veinte años.
Grohl finalizó sus estudios al comienzo del undécimo grado. Aún no sabe cómo leer una partitura y escribe su música de oído.

### Scream (1986-1990)
A los diecisiete años, Grohl audicionó para la banda de Washington D. C. Scream, para cubrir la vacante producida por la dimisión del batería Kent Stax. Con el fin de ser admitido para la audición, Grohl había mentido sobre su edad, diciendo que tenía veinte años. Para su sorpresa, la banda le pidió que se uniera; después de vacilar durante un breve período, aceptó la oferta. Grohl abandonó la escuela secundaria en su tercer año, él dijo «yo tenía diecisiete años y estaba muy ansioso de ver el mundo, así que lo hice». Grabó con ellos álbumes en vivo (su show del 4 de mayo de 1990 en la localidad alemana de Alzey fue lanzado por Tobby Holzinger en su Your Choice Live Series Vol.10) y dos álbumes de estudio, No More Censorship y Fumble, en el que Grohl escribió y cantó en la canción "Gods Look Down".
Mientras tocaba en Scream, Grohl se convirtió en un fan de Melvins y, finalmente, se hizo amigo de la banda. Durante una parada de la gira de 1990, sobre la costa oeste, Buzz Osborne de Melvins llevó a dos de sus amigos, Kurt Cobain y Krist Novoselic, a ver a la banda.

### Nirvana

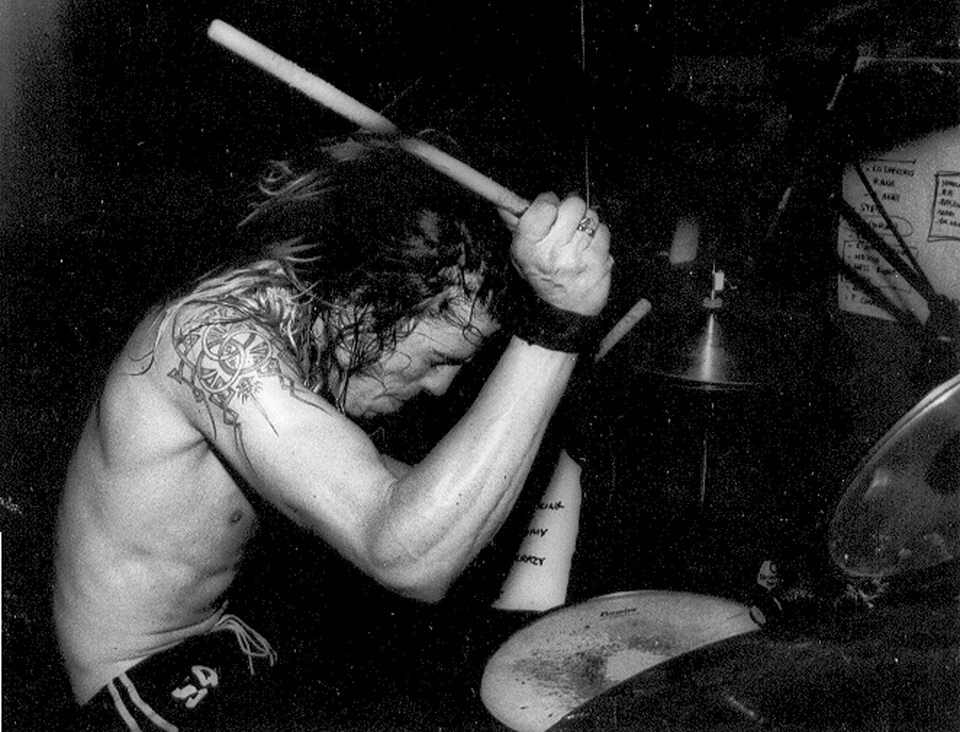
Dave Grohl tocando la batería en Scream, en 1989.

En 1990, después de la gira, Scream se disolvió y Grohl fue invitado a formar parte de Nirvana. Grabó con el grupo Nevermind, In Utero y MTV Unplugged in New York. Dave grabó con Nirvana su disco más famoso (Nevermind), y desarrolló una gran amistad con sus compañeros. El estilo de tocar batería encajaba justo al sonido de la banda, razón por la que es considerado «el baterista definitivo de Nirvana». En 1994 tras la muerte de Kurt Cobain y la disolución de la banda, Grohl, junto a su amigo Greg Dulli, grabaron el que sería el álbum debut de los Foo Fighters en tan solo una semana.

### Late!
Durante el tiempo en el que fue miembro de Nirvana, Dave Grohl escribió varias canciones por su cuenta que no le parecieron del todo acorde al sonido de esa banda. Por esta razón no introdujo la totalidad de ellas a sus compañeros, y decidió grabar un demo por su cuenta bajo el seudónimo Late!, nombrando el álbum Pocketwatch. La edición de este demo se hizo en apenas un ciento de casetes, que Grohl repartió únicamente entre sus amistades y sin pretensión alguna de editarlo comercialmente. De aquí se desprende el tema «Marigold» que luego fue incluido una reedición junto a Kurt Cobain como lado B del primer corte de difusión de In Utero, «Heart-Shaped Box».
El 11 de marzo de 1997 apareció el primer disco editado: Touch (es el segundo y último grabado en solitario), que es la banda sonora de la película del mismo nombre.

### Foo Fighters

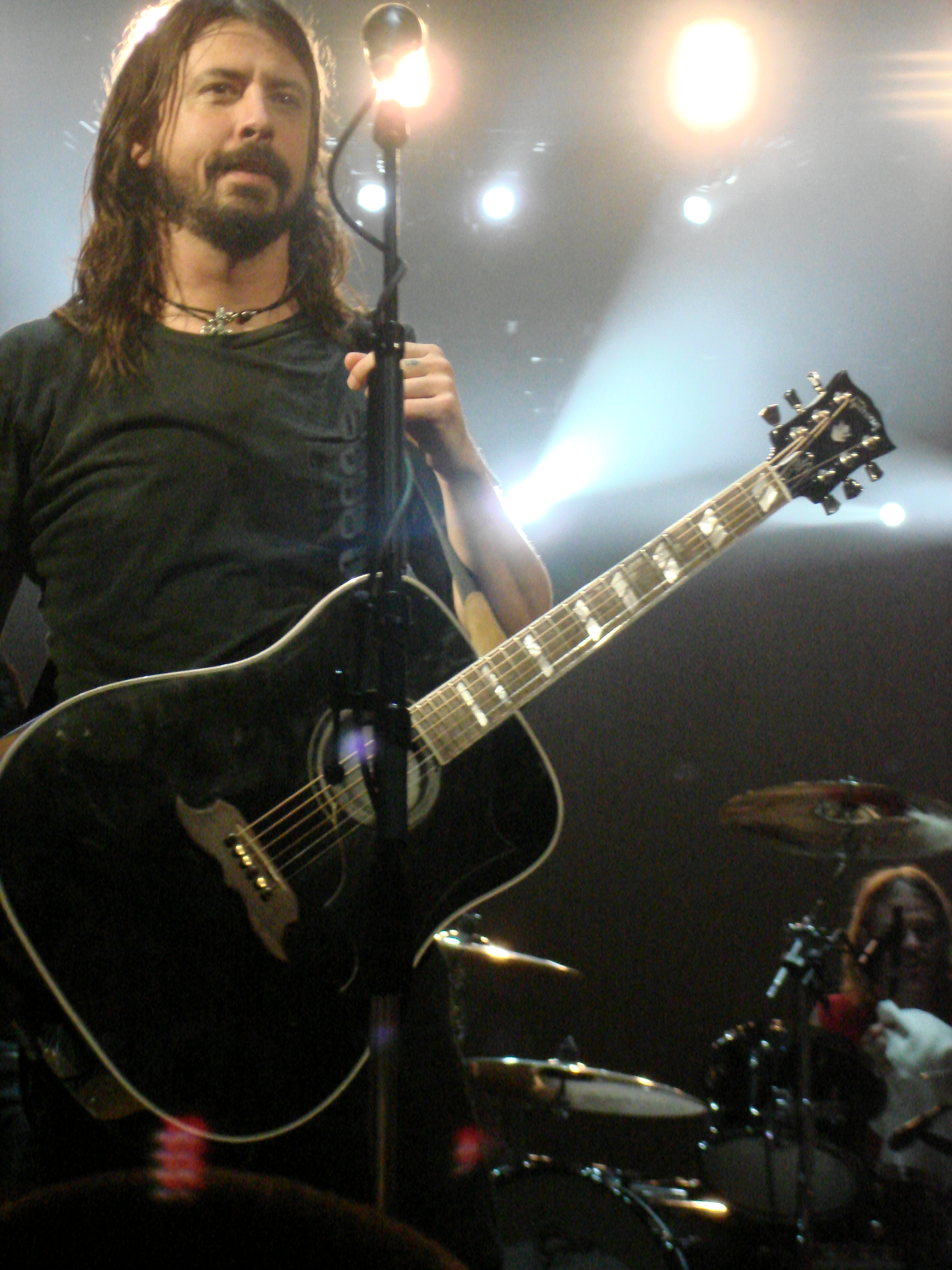
Dave Grohl en 2008

Grohl grabó el disco titulado Foo Fighters en solo una semana, y todos los temas fueron compuestos y grabados por él. Luego necesitaba formar una banda para hacer una gira del álbum. Para ello acudió a: Pat Smear (guitarra), con quien había tocado en Nirvana, Nate Mendel (bajo), y William Goldsmith (batería).
Grohl grabó The Colour and the Shape, There's Nothing Left to Lose y One by One, discos que prosiguieron a Foo Fighters. Durante la grabación de estos discos, la banda sufrió modificaciones en la formación, se fueron Pat Smear y William Goldsmith, que fueron reemplazados por Chris Shifflet en guitarra y Taylor Hawkins en batería.

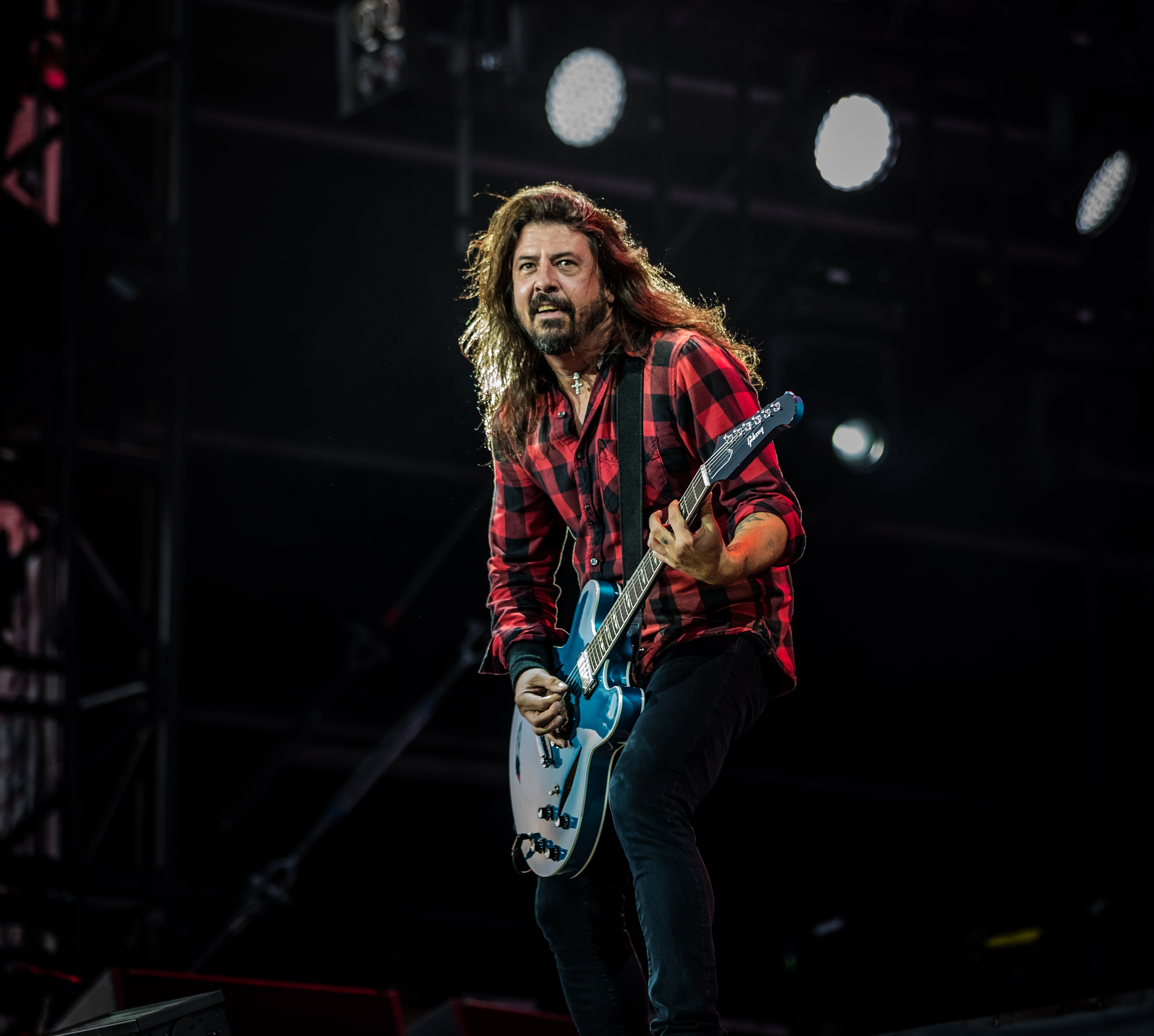
David Grohl en vivo con Foo Fighters, 2018.

En los dos años y medio que le separan de One By One, los Foo Fighters no han perdido el tiempo. Grohl encabezó Probot, un proyecto de heavy metal junto a figuras como Lemmy Kilmister (Motörhead) y King Diamond (Mercyful Fate, King Diamond), además de tocar la batería en álbumes de Nine Inch Nails, Garbage, Queens of the Stone Age y del grupo británico The Prodigy.
El futuro de Foo Fighters parecía impredecible. En presentaciones para la prensa de In Your Honor, Grohl dijo que ese podría ser el último escalón en la carrera de la banda. Aunque en otras declaraciones afirmó que Foo Fighters podría seguir por años.
Habría ideas para lanzar un box-set con b-sides y versiones grabados a lo largo de los diez años que la banda lleva de carrera, así como el deseo de RCA/BMG de lanzar un Greatest Hits.
En septiembre de 2007 salió a la venta el sexto álbum: Echoes, Silence, Patience and Grace, con un estilo más melódico como de costumbre y rompedor a la vez. Repiten con Gil Norton, productor de The Colour and the Shape.
En 2009 se anunció que Dave Grohl, John Paul Jones de Led Zeppelin y Josh Homme de Queens of the Stone Age harían un super grupo. En agosto se anunció que el nombre de la banda es Them Crooked Vultures. En septiembre de 2009, Dave Grohl participó en la grabación de Slash, el primer álbum en solitario de su amigo Slash, el nombre de la canción es «Watch This/Watch This Dave».
Wasting Light es el nuevo álbum de los Foo Fighters. Fue grabado de una forma casera en el garaje de Dave y fue lanzado oficialmente a la venta el 10 de abril de 2011. "Rope" es el primer corte difusión del disco. También lanzan un video de "White Limo" en el cual se destaca la figura de Lemmy (Motörhead) conduciendo la limusina.
El octavo álbum es Sonic Highways, el cual solo tiene ocho canciones de larga duración.

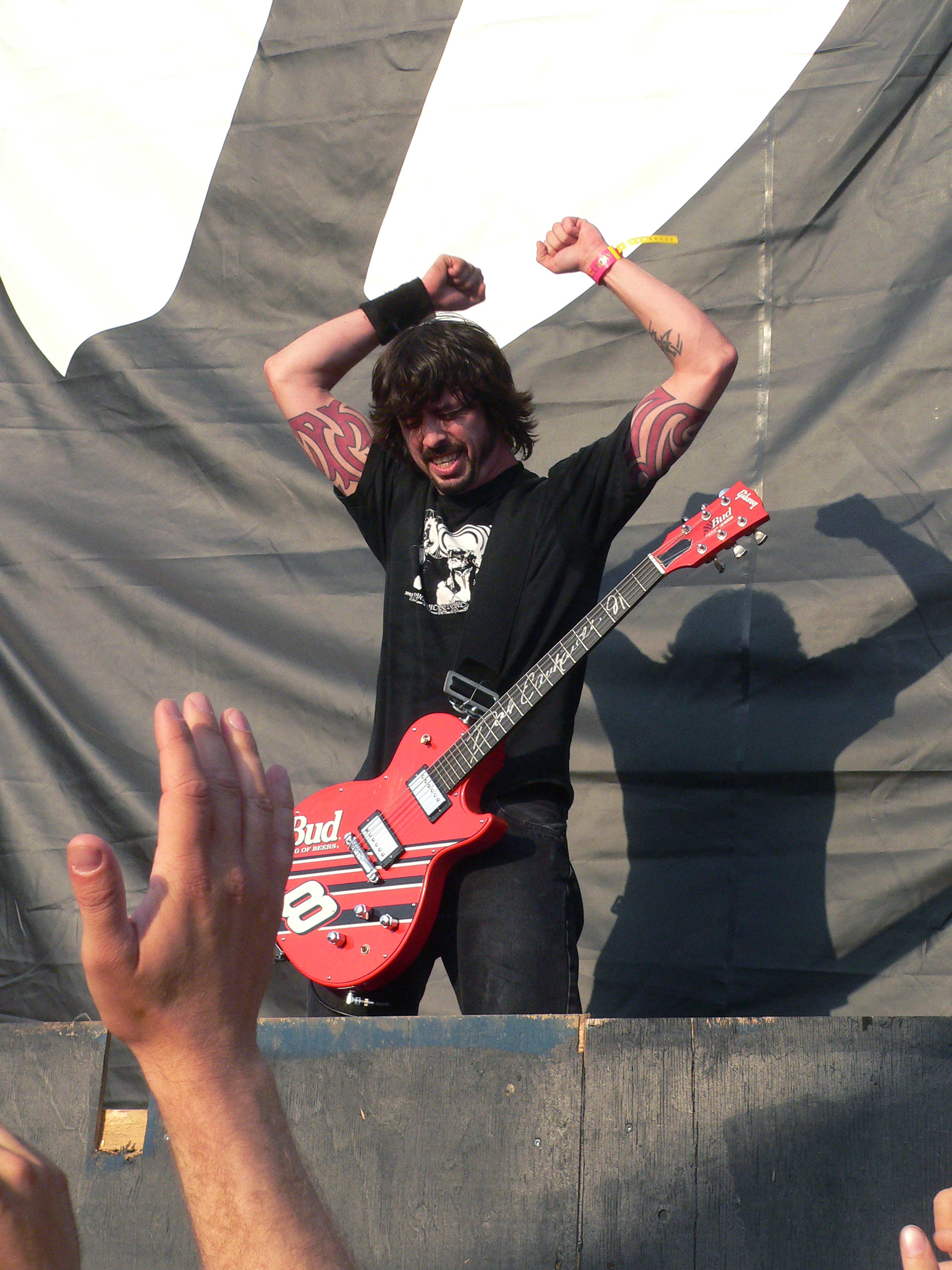
Grohl en el Roskilde Festival en 2005.

Después de un parón, en el cual sus integrantes se han dedicado a diversos proyectos en solitario (Grohl llegó a tocar con Prince), en 2011 Foo Fighters sale de gira para presentar este último trabajo. Primero hacen un garage tour así titulado por ellos, en el cual únicamente tocan en garajes y para un grupo reducido de gente. La presentación oficial del disco será el 2 y 3 de julio en el Milton Keynes, Inglaterra. Luego seguirán girando por el resto de Europa, Estados Unidos, y para los últimos meses esperan hacer por primera vez una gira por Sudamérica.
El 2 de octubre de 2012 Grohl anunció a través de la cuenta oficial de la banda en Facebook y posteriormente en su página web oficial que la banda tomaría un descanso indefinido, sin embargo en enero de 2013 declaró que estaba escribiendo nuevo material para un nuevo álbum. El 10 de noviembre de 2014 se publicó Sonic Highways.
El noveno álbum de la banda, Concrete and Gold, fue lanzando tres sencillos.
En febrero de 2020, Dave Grohl anunció que finalizó la grabación de su décimo y último disco con la banda, sin embargo, su lanzamiento tuvo que ser retrasado por la pandemia del COVID-19. El 5 de febrero de 2021 fue lanzado Medicine at Midnight.
Foo Fighters es considerada una de las mejores bandas de rock alternativo del siglo XXI[cita requerida]

### Them Crooked Vultures
Dave Grohl en la batería junto con el exbajista de Led Zeppelin, John Paul Jones y el vocalista y guitarrista de Queens Of The Stone Age, Josh Homme (para presentaciones cuentan con el guitarrista rítmico de Queens Of The Stone Age, Alain Johannes), inician un grupo de stoner rock en 2009. Por el momento solo han producido un material lanzado el 16 de noviembre de 2009 y continúan trabajando con su próximo material. De este material nuevo solamente se ha tocado una canción en vivo, "Highway One".

## Influencias

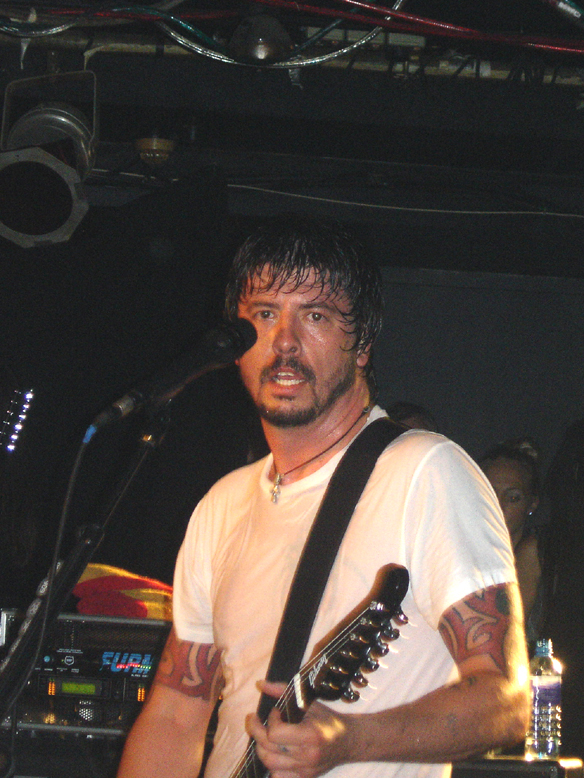
Grohl en vivo con Foo Fighters, 2006.

Grohl ha declarado que «Si no fuera por The Beatles no hubiera sido un músico", afirmó también que The Beatles es la banda más importante e influyente de la historia».
En 2013 en entrevista con Sam Jones declaró que no tomó clases de batería sino que aprendió «escuchando discos de Rush y rock punk». Dave menciona al baterista Neil Peart y el álbum 2112 de Rush como influencias tempranas: «Cuando obtuve el '2112' cuando tenía ocho años, cambió la dirección de mi vida. Oí los tambores. Me hizo querer convertirme en baterista».
Ha sido claramente influido por el baterista John Bonham del grupo británico Led Zeppelin. Grohl ha reconocido públicamente que su banda favorita es Led Zeppelin. Incluso se llegó a ofrecer como sustituto de John Bonham cuándo estos tocaron en el O2 Arena de Londres en 2007. Finalmente el elegido fue el hijo del difunto baterista John Bonham. John Paul Jones y Jimmy Page tocaron «Rock and Roll» y «Ramble on» de Led Zeppelin junto a Grohl y Taylor Hawkins en el concierto de Foo Fighters en el Wembley Stadium en 2008.
Como grupo, siempre ha dicho que Queen fue su más grande influencia, actuando con ellos cuando Queen se presentó a recibir el premio de VH1 Rock Honors y también el año 2001 indujeron al cuarteto británico al Salón de la Fama del Rock N' Roll, interpretando en las dos ocasiones «Tie Your Mother Down» y «We Will Rock You».[cita requerida]
Se ha declarado fan y es muy amigo de la banda californiana Red Hot Chili Peppers. Ha reconocido al batería Brann Dailor de Mastodon como un gran músico.
En el 2012, tocó junto a Paul McCartney, Bruce Springsteen y Joe Walsh (además de los dos guitarristas de apoyo del exBeatle) la canción «The End», en el cierre de los Grammy's, donde además participó de la batalla de solos de guitarra junto a los cinco músicos. El 23 de mayo de 2015, tocó con Paul McCartney la canción I Saw Her Standing There en el O2 Arena como artista invitado en el concierto del exBeatle.
Dave Grohl también hizo una aparición en la película Tenacious D in the Pick Of Destiny en la escena de Beelzeboss (The Final Showdown) siendo él Beelzeboss.

## Discografía
Con Scream
- No More Censorship (1988)

Con Nirvana
- Nevermind (1991)
- In Utero (1993)
- MTV Unplugged in New York (1994)

Con Foo Fighters
- Foo Fighters (1995)
- The Colour and the Shape (1997)
- There is Nothing Left to Lose (1999)
- One by One (2002)
- In Your Honor (2005)
- Echoes, Silence, Patience & Grace (2007)
- Wasting Light (2011)
- Sonic Highways (2014)
- Concrete and Gold (2017)
- Medicine at Midnight (2021)
- But Here We Are (2023)

Con Probot
- Probot (2004)

Con Tenacious D
- Tenacious D (2001)
- The Pick of Destiny (2006)
- Rize of the Fenix (2012)
- Post-Apocalypto (2018)

Con Queens of the Stone Age
- Songs for the Deaf (2002)
- ...Like Clockwork (2013)

Con Them Crooked Vultures
- Them Crooked Vultures (2009)

Con Ghost
- If You Have Ghost (2013)

Con Killing Joke
- Killing Joke (2003)

Con Dee Gees
- Hail Satin (2021)

## Filmografía
| Año  | Película                            | Rol           | Notas                                      |  |
| ---- | ----------------------------------- | ------------- | ------------------------------------------ |  |
| 1992 | 1991: The Year Punk Broke           | Él mismo      |                                            |  |
| 2000 | Is It Fall Yet?                     | Daniel Dotson | Voz                                        |  |
| 2005 | Classic Albums: Nirvana – Nevermind | Él mismo      |                                            |  |
| 2006 | Tenacious D in The Pick of Destiny  | Satan         | Presentando en batería, voces, y guitarra. |  |
| 2011 | The Muppets                         | Animool       | Cameo                                      |  |
| 2011 | Foo Fighters: Back and Forth        | Él mismo      |                                            |  |
| 2013 | Sound City                          | Director      |                                            |  |
| 2013 | Drunk History                       | Memphis Mafia | Televisión                                 |  |
| 2020 | Bill & Ted Face the Music           | Él mismo      | Cameo                                      |  |
| 2022 | Studio 666                          | Él mismo      | Junto a los integrantes de Foo Fighters    |  |